# Agromyza ferruginosa
Agromyza ferruginosa är en tvåvingeart som beskrevs av Frederik Maurits van der Wulp 1871. Agromyza ferruginosa ingår i släktet Agromyza och familjen minerarflugor.
Artens utbredningsområde är Nederländerna. Inga underarter finns listade i Catalogue of Life.